# Mezesse
Mezesse est le village chef-lieu du canton Ndou-Libi dans la commune de Sangmélima en limite de la commune de Meyomessala dans le département du Dja-et-Lobo et la région du Sud au Cameroun.

## Géographie
Il est situé sur la route de Sangmélima à Nko, route D84 à 23 km à l'est du chef-lieu communal Sangmélima.

## Chefferies traditionnelles
Le village est le siège de l'une des deux chefferies traditionnelles de 1er degré du département du Dja et Lobo :
- Chefferie de Ndou-Libi (8 075 habitants en 2015), siège au village de Mezesse.

Il compte une chefferie traditionnelle de 2e degré :
- 748 : Chefferie Esse (Mezesse).

## Population
En 1962 la localité comptait 424 habitants, appartenant au groupement Bulu tribu Essele.

## Cultes
Le village est le siège de la paroisse catholique Saint Kisito de Mezesse, rattachée à la zone épiscopale Saint-Joseph du diocèse de Sangmélima.

## Tourisme
Le site écotouristique du rocher de Mezesse se trouve à proximité du village.